# 괴사

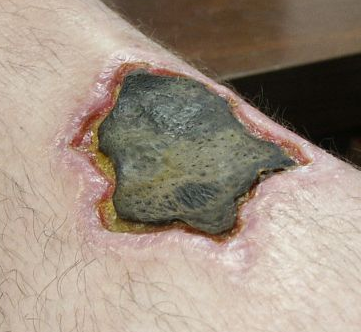
록소스셀리즈증에 의한 다리의 괴사.

괴사(壞死, necrosis)는 세포 또는 살아 있는 조직이 예정보다 빠르게 죽는 것을 말한다.
괴사는 감염이나 독소, 외상과 같은 세포 또는 조직 외부의 요소에 의해 발생된다. 이는 자연적으로 발생하는 세포의 죽음인 고사(枯死)와는 대조된다. 고사가 유기체에 이로운 효과를 발생시키는 반면, 괴사는 거의 대부분 해로우며, 치명적일 수도 있다.
괴사로 죽는 세포들은 보통 면역계에 고사로 죽는 세포들과 같은 신호를 보내지 않는다. 이는 주위의 포식세포가 정확한 위치를 찾아내어 죽은 세포들을 둘러싸는 것을 막아, 죽은 조직이나 세포가 죽은 주변의 파편들이 점점 커지게 한다. 이 때문에, 괴사한 조직은 종종 수술로 제거할 필요가 있다.

## 같이 보기
- 동상
- 괴저
- 괴사성 근막염